# Sidnei (cầu thủ bóng đá người Cabo Verde)
Sidnei dos Reis Mariano (sinh ngày 23 tháng 2 năm 1986), hay Sidnei, là một cầu thủ bóng đá người Cabo Verde thi đấu cho Libolo ở Angola, ở vị trí tiền vệ trung tâm.

## Sự nghiệp bóng đá
Sinh ra ở Praia, Sidnei có màn ra mắt chuyên nghiệp năm 2008 cùng với Maritimo.
Anh ra mắt quốc tế cho Cabo Verde năm 2009.